# Kourion
Kourion (grec moderne : Κούριον), également connu sous le nom de Curias (Pline l'Ancien v. 13) ou Latin: Curium, est une cité antique de Chypre, peuplée depuis l'Antiquité jusqu'au début du Moyen Âge. Kourion est situé sur la côte sud de l'île à l'ouest de la rivière Lycus (à présent nommée Kouris), à 28 km ou 6 heures à pied d'Amathonte (Table de Peutinger), et a été répertoriée par de nombreux auteurs antiques dont Ptolémée (v. 14. § 2), Étienne de Byzance, Hiéroclès, et Pline l'Ancien. De nos jours, le site se trouve dans la zone de souveraineté d'Akrotiri, qui fait partie du Territoire britannique d'outre-mer d'Akrotiri et Dhekelia.

## Histoire

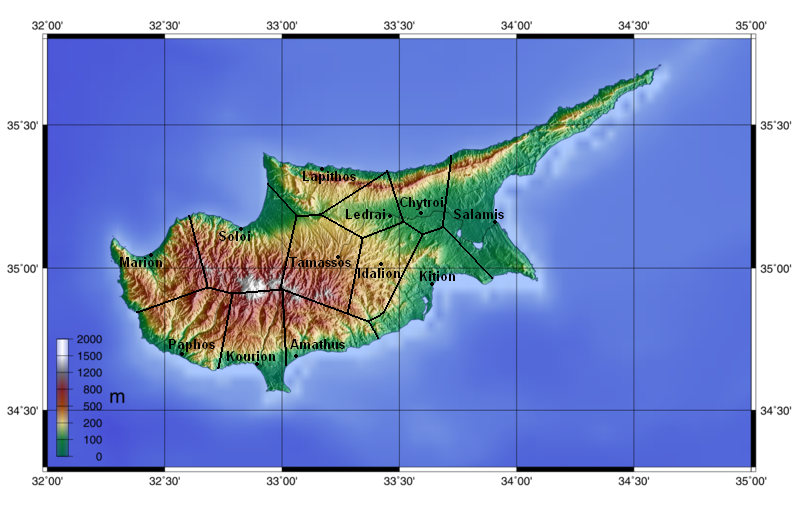
Carte présentant les 10 anciennes cités-royaumes de Chypre

Kourion aurait été fondée par les Argiens,. Stesenor, son souverain, a trahi son pays durant la guerre qui l'opposa aux Perses Achéménides. (Herod. l. c.). Près de la ville se trouve le cap (Φρούριον, Ptol. v. 14. § 2), duquel les personnes sacrilèges qui avaient osé toucher l'autel d'Apollon étaient précipitées dans la mer (Strab. l. c.). La cité a traversé différentes périodes : hellénique, romaine et chrétienne. C'est pour cette raison que la cité dispose d'une vaste Agora (place du marché) et qu'on y trouve également dans ses murs une basilique paléochrétienne. En outre, de grands bains publics étaient équipés de spas froids et chauds et un nymphée a été retrouvé avec une grande piscine octogonale. Dans le grand amphithéâtre, où pouvaient s'asseoir 2000 spectateurs, se déroulait la plupart des jeux de gladiateurs : c'est pourquoi on trouve également dans la cité une palestre où s'entrainaient les gladiateurs. La cité entière offre de belles mosaïques sur son sol, dont on trouve la plupart dans la maison d'Achille et dans le bain privé du fondateur de la cité.
À trois kilomètres de la ville se trouve le sanctuaire d'Hylates (la version chypriote d'Apollon) qui offre de superbes colonnes chypro-corinthiennes. On trouve sur le même site le lieu de culte d'un dieu des bois datant du VIe millénaire av. J.-C. Entre Kourion et le sanctuaire d'Apollon se trouve un stade d'environ 400 mètres de long construit au IIe siècle de notre ère; dans ce stade 7 000 spectateurs pouvaient s'asseoir pour assister aux sports antiques grecs. On suppose que cette magnifique cité a été détruite durant le IVe siècle, quand une série de 5 tremblements de terre de forte ampleur a frappé la cité sur une période de 80 ans et a conduit inévitablement à la fin de cette cité telle qu'elle était connue.

## Ruines
Les ruines de Kourion, près de l'actuelle ville de Limassol, sont situées dans l'un des endroits les plus fertiles de l'île, et présentent de vastes ruines avec des mosaïques bien préservées. Les autres sites d'intérêt sont les bains publics, le nymphée, la nécropole, la Maison Fontaine, la Maison des Gladiateurs et la Maison d'Achille. Le site le plus spectaculaire de Kourion est le théâtre gréco-romain, ou forum (en photo), qui a été entièrement restauré (avec la Méditerranée en toile de fond) et qui est utilisé pour des spectacles de musique et de théâtre en plein air. C'est d'ailleurs l'un des lieux utilisés pour le Festival international de théâtre grec antique.
À la fin du XIXe siècle, de nombreux objets ont été retirés de Kourion par le célèbre chasseur de trésors, Luigi Palma di Cesnola, qui occupait alors les fonctions de consul américain à Chypre. Ces objets ont été acheminés jusqu'aux États-Unis, où ils ont constitué la majeure partie de la première exposition du  Metropolitan Museum of Art de New York. Certains objets sont toujours exposés à l'heure actuelle,. Des milliers d'autres pièces ont été vendues à l'Université de Stanford et détruites lors du tremblement de terre qui toucha la Californie en 1906. Une troisième partie de la collection se trouve au Semitic Museum de l'Université d'Harvard.
Des fouilles ont également été menées par plusieurs autres expéditions. Le British Museum a ainsi enrichi sa collection d'objets chypriotes à la suite de fouilles menées durant l'occupation britannique de l'île entre 1893 et 1899.
Les fouilles du théâtre ont été menées par l'University Museum of Philadelphia. Les travaux ont débuté en 1934 et se sont achevés en 1949.

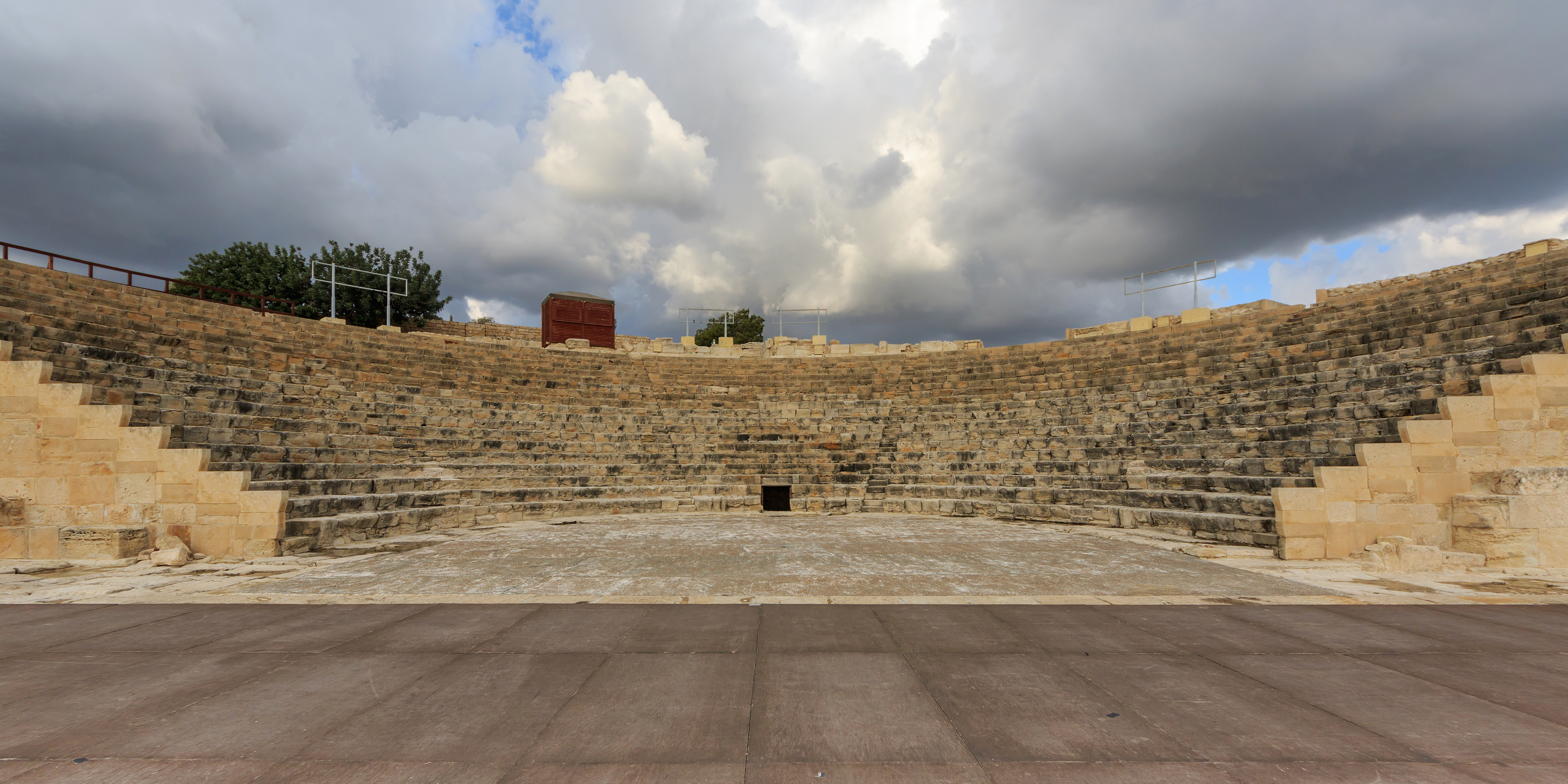
Le théâtre gréco-romain de Kourion
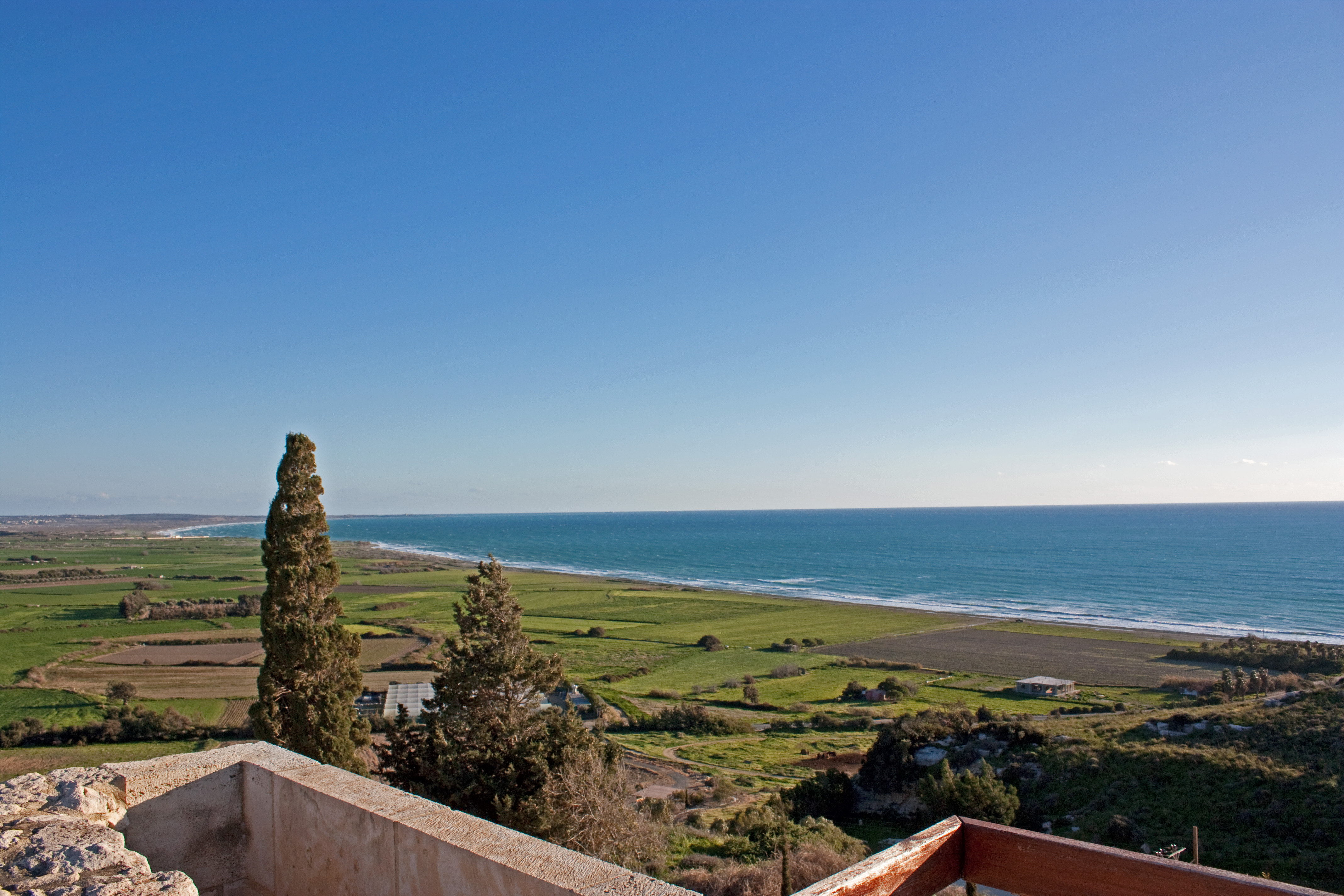
Côte visible depuis Kourion
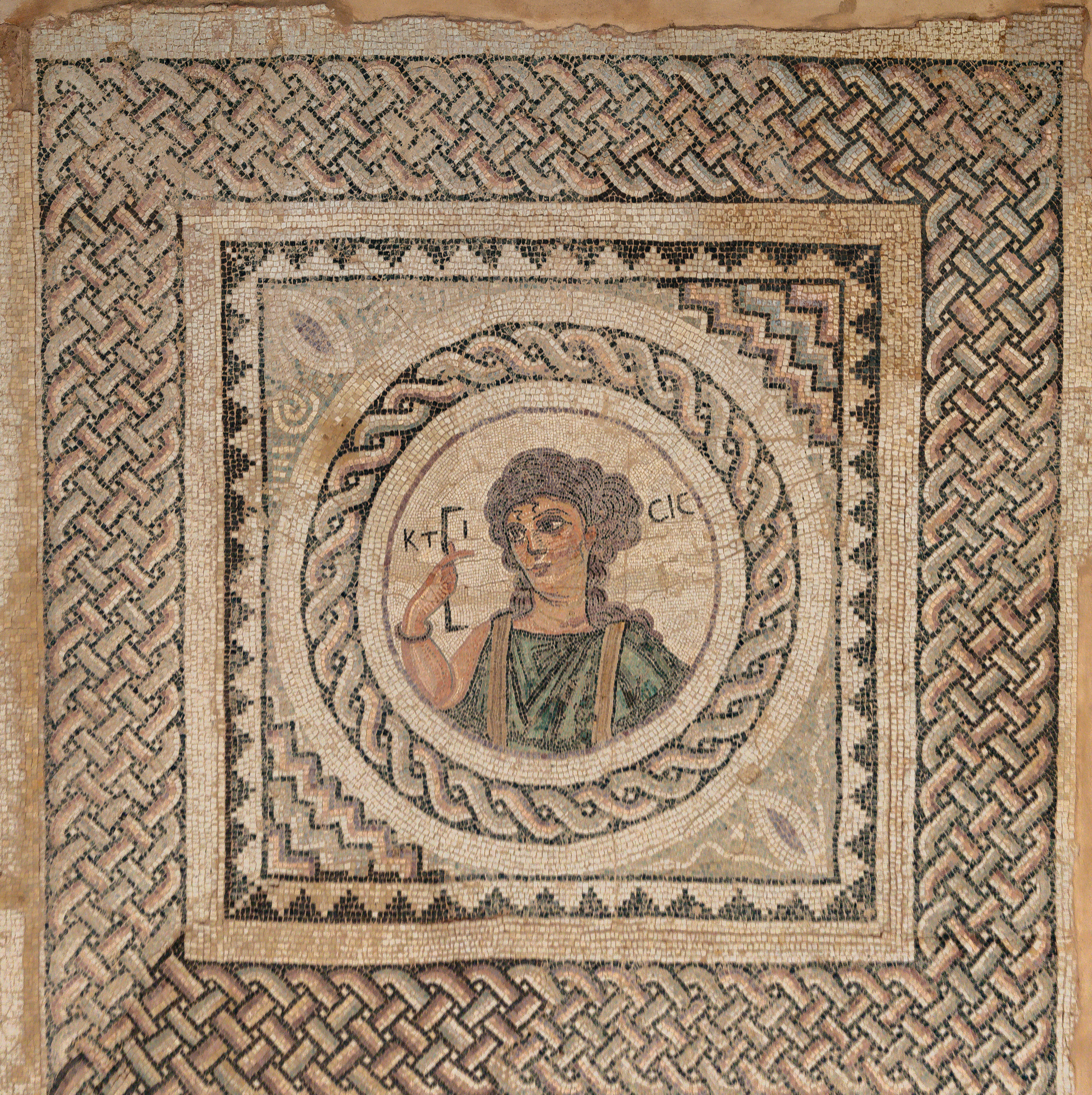
Mosaïque dans le Complexe d'Eustolios à Kourion
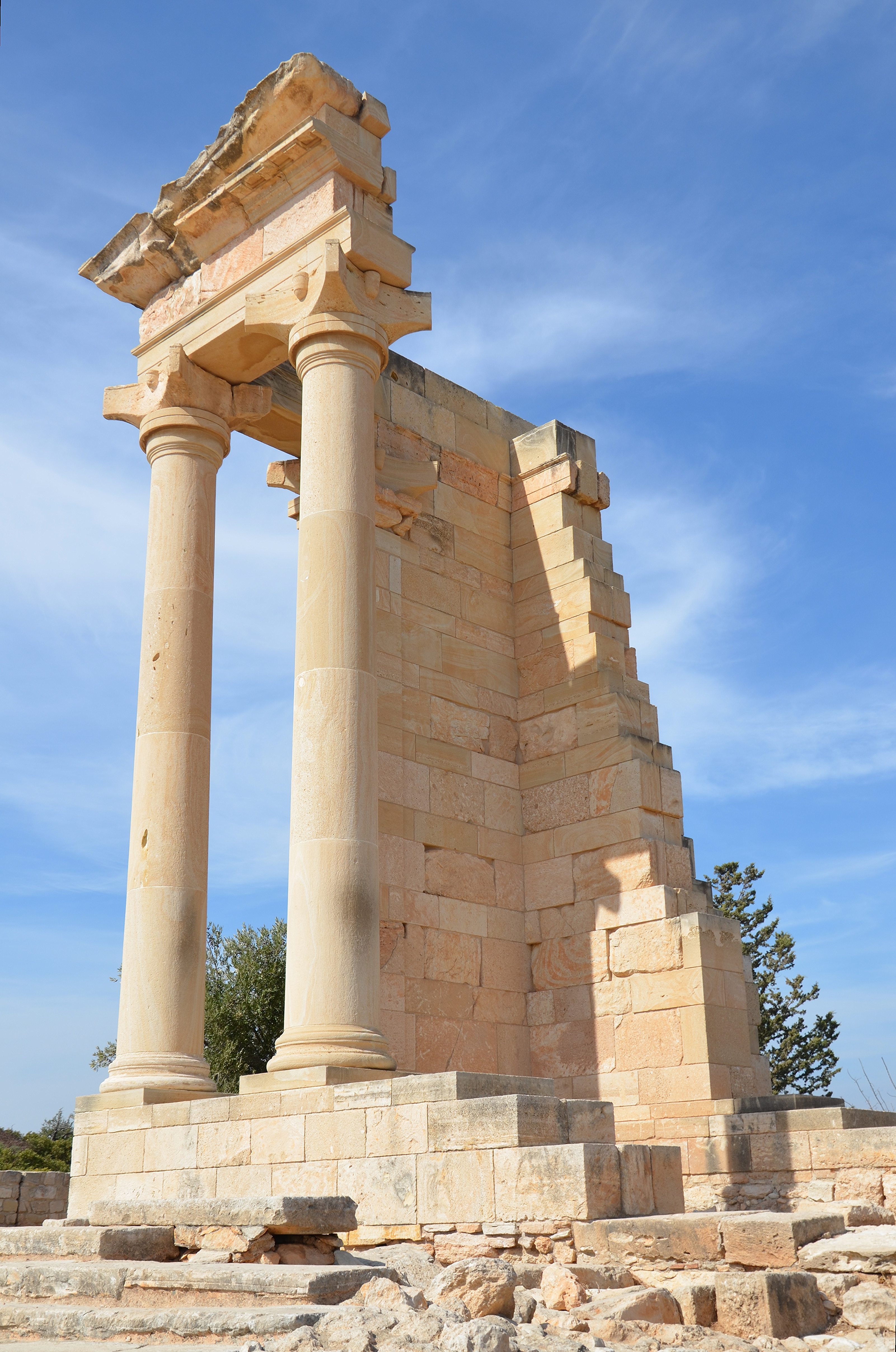
Le temple d'Apollon à Kourion
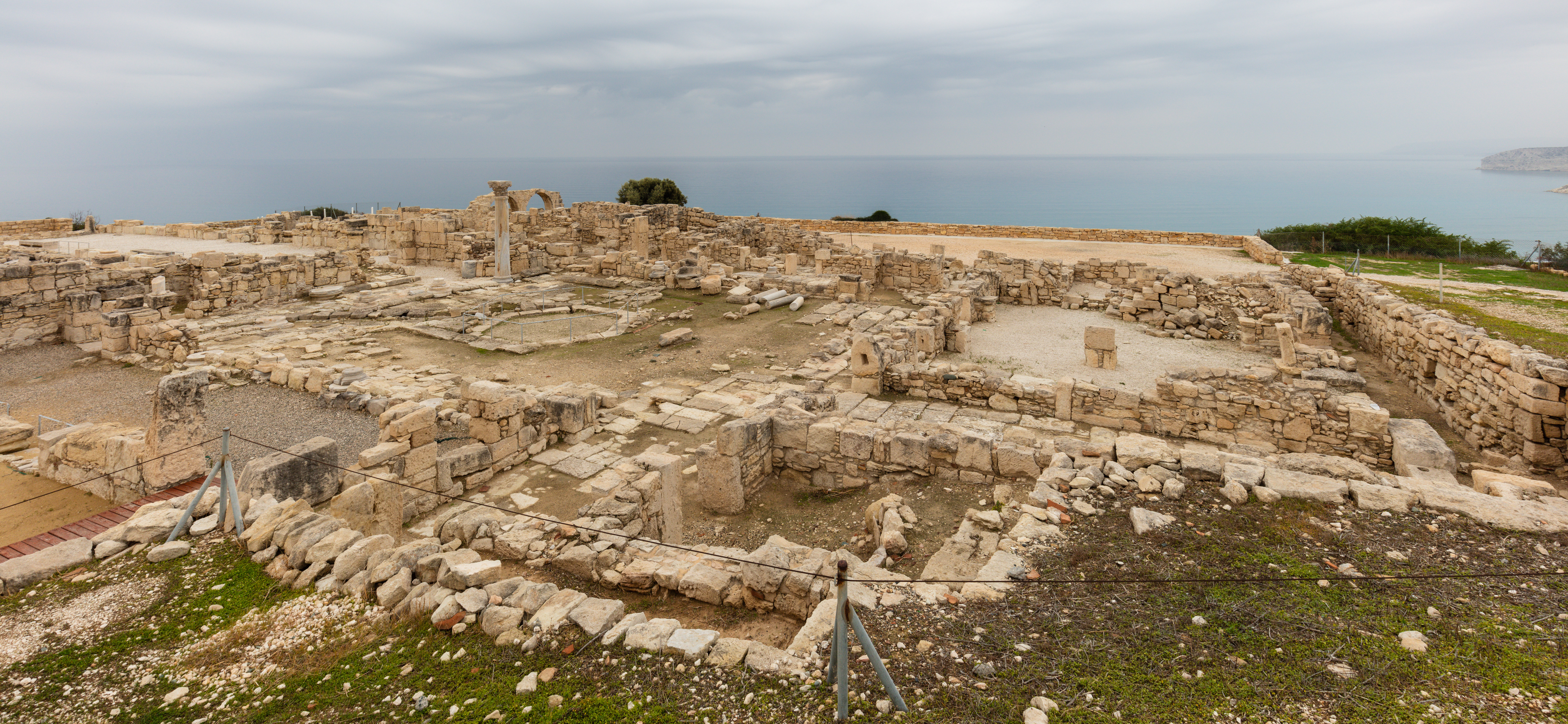
Restes d'une basilique chrétienne

## Parapente
Kourion est un site important pour le parapente à Chypre et est praticable la plupart de l'année. Beaucoup de pilotes de Chypre et de visiteurs de l'île utilisent la zone comme lieu de décollage.